# Beskällarsjuka
Beskällarsjuka är en sexuellt överförbar sjukdom som förekommer hos hingstar och ston i två varianter, en elakartad och en godartad.

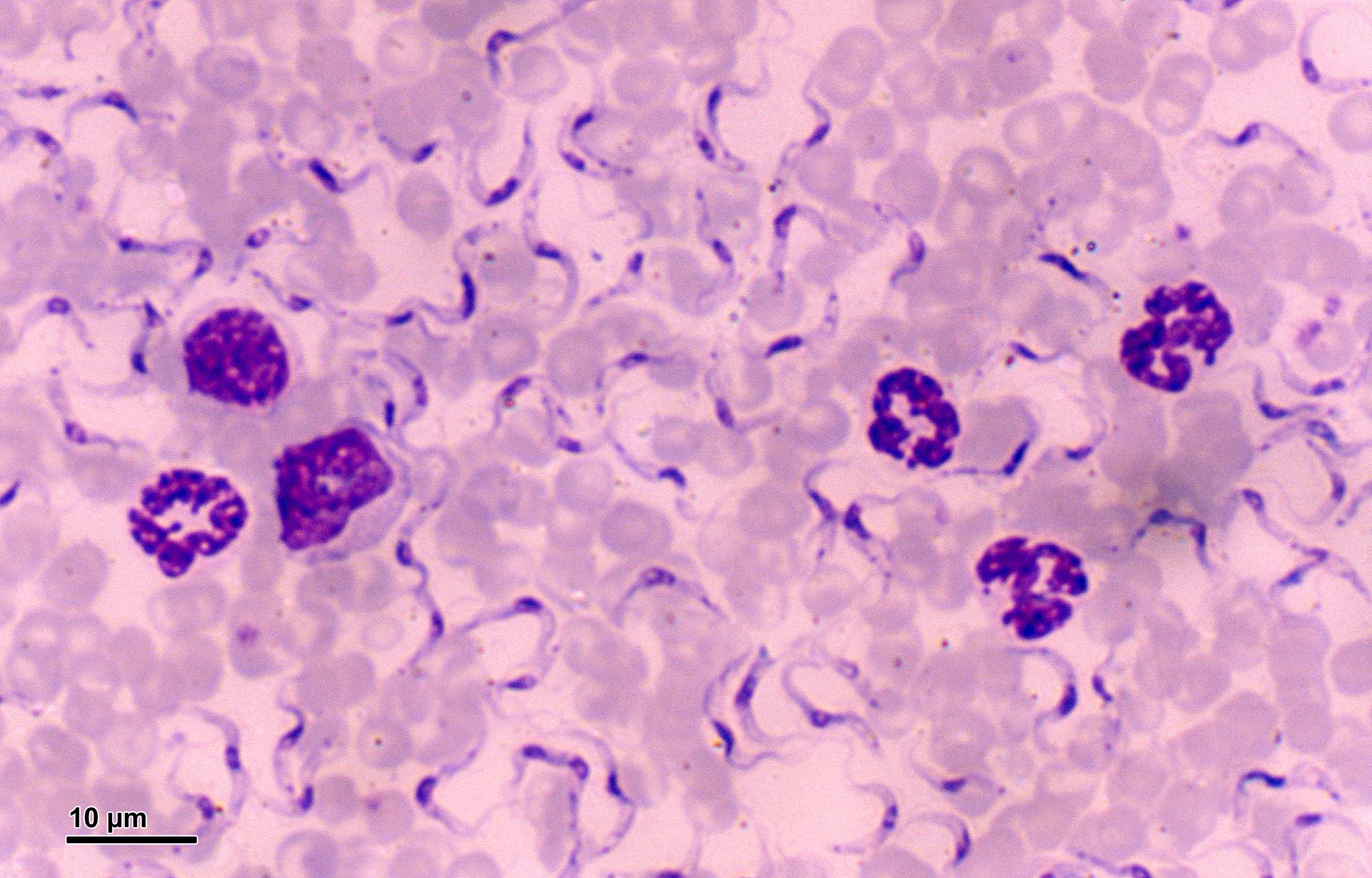
Trypanosoma equiperdum

Den orsakas av protozoer tillhörande Trypanosoma och yttrar sig genom ansvällning av skapet och urinröret samt riklig slemavsöndring från det senare. På lemmen uppstår blåsor eller vita fläckar. Djuren får ofta urinträngningar och ökad sexualdrift. Efter någon tid uppkommer platta, runda begränsade fläckar på hals, bröst och buk och i senare stadier inställer sig förlamningssymtom. Dödsfrekvensen är omkring 70 %. Behandlingen är huvudsakligen antiseptisk.
Den godartade formen av beskällarsjuka är även smittsam, men mera lokaliserad till yttre könsorganen, vilka företer liknande symtom. Sjukdomen har ett lindrigare förlopp och går i regel över efter 3–4 veckor. Behandlingen består i renhållning av såren med antiseptiska medel.
Den elakartade formen av beskällarsjukan har aldrig förekommit i Sverige, men sjukdomen förekommer i sydöstra Europa, delar av Afrika, Asien, Ryssland och Sydamerika enligt uppgift från OIE (World Organisation for Animal Health).
Beskällare betyder avelshingst.